# Spring-forbi
Spring-forbi (navnet tidligst nævnt 1674, opr. et kronavn, if. traditionen tidligst Spring-ej-forbi) er betegnelsen for et område ud for Eremitagesletten i Jægersborg Dyrehave ved Strandvejen i Nordsjælland, nord for Taarbæk ved København. 
I området havde Kystbanen tidligere et trinbræt med samme navn (nedlagt 1968). 
Det meste af den villabebyggelse, der fandtes på stedet, er i forbindelse med Springforbiplanen nedrevet for at skabe en sammenhængende park fra Dyrehaven og Eremitagesletten til Øresund.
55°48′09″N 12°35′05″Ø / 55.80252°N 12.58470°Ø
|  | Denne artikel om lokaliteten Spring-forbi kan blive bedre, hvis der indsættes et (bedre) billede. Du kan hjælpe ved at afsøge Wikimedia Commons for et passende billede eller lægge et op på Wikimedia Commons med en af de tilladte licenser og indsætte det i artiklen. |